# 괌 FA컵
스폰서에 따라 이름이 달라졌으며 Shirley's Restaurant이 2008년 스폰서였고, Cars Plus가 2009년과 2010년, 2011년엔 Beck's가 스폰서 했고, 지금의 FA컵 이름은 GFA Cup이다.

## 클럽별 우승 횟수
| 클럽                  | 우승 횟수 | 우승 연도              |
| --------------------- | --------- | ---------------------- |
| 퀄리티 디스트리뷰터스 | 4         | 2008, 2009, 2011, 2013 |
| 괌 쉽야드             | 4         | 2010, 2012, 2015, 2017 |
| 로버스 FC             | 2         | 2014, 2016             |
| 스트라이커스          | 2         | 2018, 2019             |

## 역대 우승팀
- 2008: 퀄리티 디스트리뷰터스
- 2009: 퀄리티 디스트리뷰터스
- 2010: 괌 쉽야드
- 2011: 퀄리티 디스트리뷰터스
- 2012: 괌 쉽야드
- 2013: 퀄리티 디스트리뷰터스
- 2014: 로버스 FC
- 2015: 괌 쉽야드
- 2016: 로버스 FC
- 2017: 괌 쉽야드
- 2018: BOG 스트라이커스 FC
- 2019: BOG 스트라이커스 FC

## 같이 보기
- 괌 멘스 사커 리그